# Contea di Fannin (Texas)
La contea di Fannin (in inglese Fannin County) è una contea dello Stato del Texas, negli Stati Uniti. La popolazione al censimento del 2010 era di 33 915 abitanti. Il capoluogo di contea è Bonham. Il suo nome deriva da James Fannin, politico statunitense, leader del Texas durante la rivoluzione texana.

## Geografia fisica
| Anno | Popolazione | ±%     |
| ---- | ----------- | ------ |
| 1850 | 3 788       |        |
| 1860 | 9 217       | 143,3% |
| 1870 | 13 207      | 43,3%  |
| 1880 | 25 501      | 93,1%  |
| 1890 | 38 709      | 51,8%  |
| 1900 | 51 793      | 33,8%  |
| 1910 | 44 801      | −13,5% |
| 1920 | 48 186      | 7,6%   |
| 1930 | 41 163      | −14,6% |
| 1940 | 41 064      | −0,2%  |
| 1950 | 31 253      | −23,9% |
| 1960 | 23 880      | −23,6% |
| 1970 | 22 705      | −4,9%  |
| 1980 | 24 285      | 7,0%   |
| 1990 | 24 804      | 2,1%   |
| 2000 | 31 242      | 26,0%  |
| 2010 | 33 915      | 8,6%   |

Secondo l'Ufficio del censimento degli Stati Uniti d'America la contea ha un'area totale di 899 miglia quadrate (2330 km²), di cui 891 miglia quadrate (2310 km²) sono terra, mentre 8,0 miglia quadrate (21 km², corrispondenti allo 0,9% del territorio) sono costituiti dall'acqua.

### Strade principali
- U.S. Highway 69
- U.S. Highway 82
- State Highway 11
- State Highway 34
- State Highway 50
- State Highway 56
- State Highway 78
- State Highway 121

### Contee adiacenti
- Bryan County (nord)
- Lamar County (est)
- Delta County (sud-est)
- Hunt County (sud)
- Collin County (sud-ovest)
- Grayson County (ovest)